# Łączyn (jezioro)
Łączyn – jezioro w woj. wielkopolskim, w powiecie złotowskim, w gminie Zakrzewo, leżące na terenie Pojezierza Południowokrajeńskiego. Jezioro połączone jest ciekiem z jeziorem Proboszczowskim

## Dane morfometryczne
Powierzchnia zwierciadła wody według różnych źródeł wynosi od 5,0 ha przez 8,22 ha (lustra wody) lub 10,13 ha (ogólna).
Zwierciadło wody położone jest na wysokości 121,2 m n.p.m. lub 115,5 m n.p.m.

## Hydronimia
Według urzędowego spisu opracowanego przez Komisję Nazw Miejscowości i Obiektów Fizjograficznych (KNMiOF) nazwa tego jeziora to Łączyn.
Dane z państwowego rejestru nazw geograficznych podają oboczną nazwę tego jeziora – Łączyń.